# UCI ProSeries 2024
L'UCI ProSeries 2024 è stata la quinta edizione dell'UCI ProSeries. Il suo calendario è composto da 54 corse, che si tengono dal 31 gennaio al 20 ottobre 2024 in Europa, America ed Asia.
Durante tutta la stagione i punti vengono assegnati ai corridori in base ai piazzamenti nelle classifiche finali di ciascuna prova e al tipo della stessa; in caso di corse a tappe, si attribuiscono punti anche per i piazzamenti di ogni tappa e per i giorni in maglia di leader.
La classificazione UCI è la seguente:
- corse di un giorno: 1.Pro;
- corse a tappe: 2.Pro.

## Calendario

### Gennaio
| Data | Prova                                  | Cat.  | Vincitore       | Squadra           |
| ---- | -------------------------------------- | ----- | --------------- | ----------------- |
| 31-4 | Volta a la Comunitat Valenciana (2024) | 2.Pro | Brandon McNulty | UAE Team Emirates |

### Febbraio
| Data  | Prova                             | Cat.  | Vincitore       | Squadra                 |
| ----- | --------------------------------- | ----- | --------------- | ----------------------- |
| 10    | Figueira Champions Classic (2024) | 1.Pro | Remco Evenepoel | Soudal Quick-Step       |
| 10-14 | Tour of Oman (2024)               | 2.Pro | Adam Yates      | UAE Team Emirates       |
| 11    | Clásica de Almería (2024)         | 1.Pro | Olav Kooij      | Team Visma-Lease a Bike |
| 14-18 | Volta ao Algarve (2024)           | 2.Pro | Remco Evenepoel | Soudal Quick-Step       |
| 14-18 | Vuelta a Andalucía (2024)         | 2.Pro | non assegnata   | non assegnata           |
| 24    | Ardèche Classic (2024)            | 1.Pro | Juan Ayuso      | UAE Team Emirates       |
| 25    | Drôme Classic (2024)              | 1.Pro | Marc Hirschi    | UAE Team Emirates       |
| 25    | Kuurne-Bruxelles-Kuurne (2024)    | 1.Pro | Wout Van Aert   | Team Visma-Lease a Bike |
| 28    | Trofeo Laigueglia (2024)          | 1.Pro | Lenny Martinez  | Groupama-FDJ            |

### Marzo
| Data | Prova                              | Cat.  | Vincitore       | Squadra                |
| ---- | ---------------------------------- | ----- | --------------- | ---------------------- |
| 13   | Nokere Koerse (2024)               | 1.Pro | Tim Merlier     | Soudal Quick-Step      |
| 13   | Milano-Torino (2024)               | 1.Pro | Alberto Bettiol | EF Education-EasyPost  |
| 14   | Grand Prix de Denain (2024)        | 1.Pro | Jannik Steimle  | Q36.5 Pro Cycling Team |
| 15   | Bredene Koksijde Classic (2024)    | 1.Pro | Luca Mozzato    | Arkéa-B&B Hotels       |
| 30   | Gran Premio Miguel Indurain (2024) | 1.Pro | Brandon McNulty | UAE Team Emirates      |

### Aprile
| Data  | Prova                       | Cat.  | Vincitore           | Squadra                         |
| ----- | --------------------------- | ----- | ------------------- | ------------------------------- |
| 3     | Scheldeprijs (2024)         | 1.Pro | Tim Merlier         | Soudal Quick-Step               |
| 10    | Freccia del Brabante (2024) | 1.Pro | Benoît Cosnefroy    | Decathlon AG2R La Mondiale Team |
| 15-19 | / Tour of the Alps (2024)   | 2.Pro | Juan Pedro López    | Lidl-Trek                       |
| 21-28 | Giro di Turchia (2024)      | 2.Pro | Frank van den Broek | Team DSM-Firmenich PostNL       |

### Maggio
| Data  | Prova                              | Cat.  | Vincitore        | Squadra                         |
| ----- | ---------------------------------- | ----- | ---------------- | ------------------------------- |
| 4     | Grand Prix du Morbihan (2024)      | 1.Pro | Benoît Cosnefroy | Decathlon AG2R La Mondiale Team |
| 5     | Tro-Bro Léon (2024)                | 1.Pro | Arnaud De Lie    | Lotto Dstny                     |
| 8-12  | Tour de Hongrie (2024)             | 2.Pro | Thibau Nys       | Lidl-Trek                       |
| 14-19 | Quattro Giorni di Dunkerque (2024) | 2.Pro | Sam Bennett      | Decathlon AG2R La Mondiale Team |
| 23-26 | Boucles de la Mayenne (2024)       | 2.Pro | Alberto Bettiol  | EF Education-EasyPost           |
| 23-26 | Giro di Norvegia (2024)            | 2.Pro | Axel Laurance    | Alpecin-Deceuninck              |
| 29    | Circuit Franco-Belge (2024)        | 1.Pro | Biniam Girmay    | Intermarché-Wanty               |

### Giugno
| Data  | Prova                           | Cat.  | Vincitore         | Squadra            |
| ----- | ------------------------------- | ----- | ----------------- | ------------------ |
| 2     | Brussels Cycling Classic (2024) | 1.Pro | Jonas Abrahamsen  | Uno-X Mobility     |
| 8     | Dwars door het Hageland (2024)  | 1.Pro | Gianni Vermeersch | Alpecin-Deceuninck |
| 12-16 | Giro del Belgio (2024)          | 2.Pro | Søren Wærenskjold | Uno-X Mobility     |
| 12-16 | Giro di Slovenia (2024)         | 2.Pro | Giovanni Aleotti  | Bora-Hansgrohe     |

### Luglio
| Data  | Prova                       | Cat.  | Vincitore                | Squadra                |
| ----- | --------------------------- | ----- | ------------------------ | ---------------------- |
| 7-14  | Tour of Qinghai Lake (2024) | 2.Pro | Jefferson Alveiro Cepeda | Caja Rural-Seguros RGA |
| 22-26 | Giro di Vallonia (2024)     | 2.Pro | Matteo Trentin           | Tudor Pro Cycling Team |

### Agosto
| Data  | Prova                        | Cat.  | Vincitore           | Squadra                 |
| ----- | ---------------------------- | ----- | ------------------- | ----------------------- |
| 4-7   | Arctic Race of Norway (2024) | 2.Pro | Magnus Cort Nielsen | Uno-X Mobility          |
| 5-9   | Vuelta a Burgos (2024)       | 2.Pro | Sepp Kuss           | Team Visma-Lease a Bike |
| 14-18 | Giro di Danimarca (2024)     | 2.Pro | Arnaud De Lie       | Lotto Dstny             |
| 21-25 | Giro di Germania (2024)      | 2.Pro | Mads Pedersen       | Lidl-Trek               |

### Settembre
| Data  | Prova                                      | Cat.  | Vincitore         | Squadra                   |
| ----- | ------------------------------------------ | ----- | ----------------- | ------------------------- |
| 1°    | Maryland Cycling Classic                   | 1.Pro | annullata         | annullata                 |
| 3-8   | Tour of Britain (2024)                     | 2.Pro | Stephen Williams  | Israel-Premier Tech       |
| 8     | Grand Prix de Fourmies (2024)              | 1.Pro | Arvid de Kleijn   | Tudor Pro Cycling Team    |
| 8     | Gran Premio Industria e Artigianato (2024) | 1.Pro | Marc Hirschi      | UAE Team Emirates         |
| 12    | Coppa Sabatini (2024)                      | 1.Pro | Marc Hirschi      | UAE Team Emirates         |
| 18    | Grand Prix de Wallonie (2024)              | 1.Pro | Roger Adrià       | Red Bull-Bora-Hansgrohe   |
| 18-22 | Giro del Lussemburgo (2024)                | 2.Pro | Antonio Tiberi    | Bahrain Victorious        |
| 21    | Super 8 Classic (2024)                     | 1.Pro | Filippo Baroncini | UAE Team Emirates         |
| 29-6  | Tour de Langkawi (2024)                    | 2.Pro | Max Poole         | Team DSM-Firmenich PostNL |

### Ottobre
| Data | Prova                     | Cat.  | Vincitore           | Squadra                 |
| ---- | ------------------------- | ----- | ------------------- | ----------------------- |
| 3    | Münsterland Giro (2024)   | 1.Pro | Jasper Philipsen    | Alpecin-Deceuninck      |
| 5    | Giro dell'Emilia (2024)   | 1.Pro | Tadej Pogačar       | UAE Team Emirates       |
| 6    | Parigi-Tours (2024)       | 1.Pro | Christophe Laporte  | Team Visma-Lease a Bike |
| 7    | Coppa Bernocchi (2024)    | 1.Pro | Stan Van Tricht     | Alpecin-Deceuninck      |
| 8    | Tre Valli Varesine (2024) | 1.Pro | annullata           | annullata               |
| 9-13 | Tour of Taihu Lake (2024) | 2.Pro | Jelte Krijnsen      | Parkhotel Valkenburg    |
| 10   | Gran Piemonte (2024)      | 1.Pro | Neilson Powless     | EF Education-EasyPost   |
| 16   | Giro del Veneto (2024)    | 1.Pro | Corbin Strong       | Israel-Premier Tech     |
| 20   | Veneto Classic (2024)     | 1.Pro | Magnus Cort Nielsen | Uno-X Mobility          |
| 20   | Japan Cup (2024)          | 1.Pro | Neilson Powless     | EF Education-EasyPost   |